# 로즈 레드
로즈 레드(Rose Red)는 2002년 1월 27일부터 1월 29일까지 방영한 ABC 드라마이다. 워싱턴주 레이크우드에서 촬영되었고, 워싱턴주 시애틀에 있는, 귀신이 나오는 저택 '로즈 레드'를 중심으로 메인 스토리가 전개된다. 대한민국 KBS 2TV에서 한국어 더빙으로 2005년 7월 방영되었다.

## 방송 시간
| 방송 채널 | 방송 기간                            | 방송 시간                                          |
| --------- | ------------------------------------ | -------------------------------------------------- |
| KBS 2TV   | 2005년 7월 26일, 7월 28일(1,2,4,5편) | 화요일, 목요일 밤 12:15 ~ 2:15(120분,2편 연속방송) |
| KBS 2TV   | 2005년 7월 27일, 7월 29일(3,6편)     | 수요일 밤 12:40, 금요일 밤 1:35(60분)              |

## 한국판 성우진(KBS)
- 송덕희 - 조이스(낸시 트래비스)
- 오인성 - 스티브(맷 키슬러)
- 김정호 - 애니/팸 아버지
- 나수란 - 애니/팸 어머니
- 황원 - 빅(케빈 타이게)
- 유강진 - 밀러 교수(데이빗 듀크스)
- 김관진 - 에머리(맷 로스)
- 강구한 - 닉(줄리안 샌즈)
- 이현주 - 씨씨
- 최옥희 - 캐쉬(주디스 아이비)
- 김정미 - 케이(로라 케니)
- 은미 - 팸(에밀리 데이셔넬)
- 이용순 - 앨런(줄리아 캠벨)
- 정훈석 - 볼린저(지미 심프슨)